# Renée Soutendijk
Renette Pauline Soutendijk, más conocida como Renée Soutendijk, (La Haya, 21 de mayo de 1957) es una actriz de cine y series de televisión holandesa. Fue protagonista de varias películas del director Paul Verhoeven, la más conocida de ellas fue Spetters  (1980). Su atractiva mirada y su vistoso cabello rubio la convirtieron en un símbolo sexual neerlandés de la década de los 80. También interpretó papeles para televisión y el teatro.

## Biografía
Ex gimnasta, Soutendijk hizo su debut televisivo en la serie neerlandesa Dagboek herdershond van een (1979-1980). Comenzó su carrera en el cine interpretando heroínas sexys en películas del director Paul Verhoeven como Spetters (1980) y The Fourth Man (1983). Spetters, la película que la convirtió en símbolo sexual en su país, llamó la atención en los Estados Unidos. The New York Times destacó su trabajo, que calificó de «personaje convincente» y punto focal de la película.
Durante la década de los 80,Soutendijk, junto a Monique van de Ven y Willeke van Ammelrooy fueron las actrices más conocidas del cine holandés. La película que va marcar su consagración como actriz principal fue The Girl with the Red Hair (1981), donde interpretaba a Hannie Schaft, miembro de la resistencia holandesa durante la II Guerra Mundial.
En 2011, Soutendijk recibió el premio Rembrandt por el conjunto de su trabajo. Este mismo año, le ofrecieron el papel protagonista en un drama policíaco de una serie de televisión llamada Moordvrouw y producida por RTL 4.

## Filmografía
| - Pastorale 1943 (1978) - Deadly Sin (1978) - A Woman Like Eve (1979) - Spetters (1980) - La chica del pelo rojo (1981) - The Forbidden Bacchanal (1981) - Inside the Third Reich (1982) - Hedwig: The Quiet Lakes (1982) - The Fourth Man (1983) - An Bloem (1983) - The Cold Room (1984) - Out of Order (1984) - Private Resistance (1985) - The Hitchhiker – temp. 2, Episodio 10: "Murderous Feelings" - Peter the Great (TV miniseries, 1986) - Op hoop van zegen (1986) - Scoop (TV movie, 1987) - The Second Victory (1987) - A Month Later\|Een maand later (1987) - Der Madonna-Mann (1987) - Der Fall Boran (1987) - Motten im Licht (1987) | - Wherever You Are... (1988) - Murderers Among Os: The Simon Wiesenthal Story - Forced March (1989) - Grave Secrets (1989) - Eve of Destruction (1991) - Keeper of the City (1991) - The Betrayed (1993) - Seventh Heaven (1993) - De Flat (1994) - The Little Riders (1996) - Hauptsache Leben (1998) - Schimanski: Sehnsucht (1999) - Tatort: Bittere Mandeln (2000) - Anna Wunder (2000) - With Great Joy (2001) - Radeloos (2008) - Der Mann aves der Pfalz (TV movie, 2009) - A Perfect Man (2013) / Dial 9 for Love (2001/2013) - Moordvrouw (2012-) - Assepoester: Een Moderno Sprookje (2014) - Boy 7 (2015) |